# Pavel Šmok
Pavel Šmok (22. října 1927 Levoča, Slovensko – 4. dubna 2016 Nekoř ), byl český choreograf, tanečník, autor baletních libret, šéf baletního souboru, pedagog, herec (divadlo, film), režisér a dramaturg, patřící mezi nejvýznamnější osobnosti, které zásadně ovlivnily českou taneční scénu. Působil na více místech (Jako šéf souboru v Basileji (Švýcarsko) a Ústí nad Labem, choreograf a tanečník v Plzni. Později také v Ostravě a Praze (Zde již jen jako choreograf.)) Spoluzakladatel Baletu Praha společně s Lubošem Ogounem a Vladimírem Vašutem) a zakladatel Pražského komorního baletu. Jmenován VŠ profesorem v roce 1990. Jako pedagog AMU působil v letech 1990 až 2005. Vychoval celou řadu choreografů, interpretů a mnohé další svou prací ovlivnil. Například Lucie Holánková, Kateřina Franková – Dědková. Nastudoval kolem 100 baletních titulů, z toho 60 ve světové premiéře. Jeho tvorba staví hlavně na tvorbě českých skladatelů.

## Život
Pavel Šmok se narodil v Levoči na Slovensku. Otec Jan, stavební inženýr, byl Čech. Narodil se v Nekoři. Matka Božena roz. Komárková pocházela z Ivanovic u Brna. Byla v domácnosti a starala se o rodinu. Měl o šest let staršího bratra Jána, který vystudoval FAMU obor kamera a později se věnoval pedagogické práci.
Byl dvakrát ženatý. Z prvního manželství pochází syn Jan, z druhého syn Martin.

### Vzdělání
V Bratislavě začal studovat na reálném gymnáziu. Poté, co se rodina přestěhovala do Čech (1939), pokračoval na gymnáziu, ze kterého pak přestoupil na Vyšší průmyslovou školu v Betlémské ulici. Po maturitě byl přijat na strojní fakultu ČVUT, kde vystudoval 4 semestry. Nakonec převážil zájem o divadlo, tanec a studia nedokončil. Současně se věnoval ochotnickému divadlu – Divadlo Na Slupi, Divadlo mladých pionýrů a tanci ve folklorním tanečním souboru Josefa Vycpálka.

### Kariéra
V r. 1948 byl přijat na dramatické oddělení konzervatoře v Praze, po roce však přestoupil na taneční oddělení. Absolvoval v r. 1953 ve svých 26 letech. Během studií ho velmi ovlivnila herecká spolupráce s E. F Burianem a hostování v divadle D34. Do prvního profesionálního angažmá, které získal v Armádní opeře Luboše Ogouna, nastoupil v r. 1952, ještě v době studia na konzervatoři. Zde splnil i povinnou vojenskou službu a působil zde do r. 1956, kdy byl soubor Armádní opery zrušen.

## Taneční kariéra a choreografické začátky

### Plzeň
V letech 1955-58 Plzeň členem a později sólistou baletu J. K. Tyla, který v té době vedl Jiří Němeček. Měl možnost si zde zatančit širokou škálu rolí všech žánrů od charakterních přes komické až k moderním partům. Zatančil si např. Peťku (balet Mládí v inscenaci J. Němečka, která byla oceněna jako nejlepší představení r. 1956). Již během svého plzeňského angažmá se začal soustavněji věnovat choreografii a to především v rámci opery a operety.
Během plzeňského angažmá jeho interpretační kariéra dosáhla vrcholu a poté z důvodu zdravotních obtíží skončil s aktivním tancem.

### Ústí nad Labem
V letech 1958-60 působil na postu šéfa a choreografa státního divadla Zdeňka Nejedlého v Ústí nad Labem. Jeho úkol nebyl jednoduchý, neboť bylo třeba sjednotit nesourodost souboru, přizpůsobit ho svým uměleckým představám a propojit jeho fungování společně s operou a činohrou. Uvedl zde řadu inscenací (Valčíky, Svatební košile, Karneval). Jeho baletní večery se zde pohybovaly v širokém žánrovém rozpětí. Choreograficky zde také spolupracoval na osmi operních inscenacích (Carmen, Faust a Markétka)
Svůj talent pro komediální taneční žánr a někdejší činoherní zkušenosti výtečně uplatnil v inscenaci tehdy populárního titulu Jarmila Burghausera Sluha dvou pánů, podle známé Goldoniho komedie, kde se opíral o postupy komedie dell'arte. Festival současného tance v Brně (duben 1960), kde byla inscenace uvedena, lze považovat za významný mezník ve vývoji českého tanečního umění v poválečné éře. V Ústí také ztvárnil v roce 1959 postavu Bachrama v baletu Sedm krasavic. Inscenace baletu Nová Odyssea (Viktor Burns 1960) byla hodnocena jako nejlepší představení baletní sezony 1960/61.

### Ostrava
V letech 1960-64 působil v Ostravě jako druhý choreograf spolu s Emerichem Gabzdylem. Během této doby inscenoval 9 kratších baletů, na operách spolupracoval 7krát a podílel se na 5 činohrách a 4 operetách. Současně hostoval i v jiných divadlech (Brno, Polsko - Bytom), v televizi a filmu. Ze známějších kupříkladu choreografická spolupráce na filmu Kdyby tisíc klarinetů. Díky tomu se jeho tvorba v tomto období může jevit jako rozmanitá až nesourodá.

### Praha, angažmá v zahraničí a počátky Baletu Praha
V r. 1964 vznikla taneční skupina Studio Balet Praha, jejíž jádro tvořila trojice Pavel Šmok, Luboš Ogoun a Vladimír Vašut. Tato skupina se stala důležitým mezníkem v jeho tvorbě. Působil zde jako choreograf 1964-68 a jako umělecký šéf 1968-70.
V letech 1970-73 [LB1] působil jako šéf baletu v Basileji ve Švýcarsku, zde během 3 let inscenoval 13 baletů z toho 9 celovečerních. Kromě toho pracoval i pro divadla v Brně a Bratislavě, dále v Bernu, Norimberku, Darmstadtu (SRN). V r. 1973 byl nucen se v podstatě nedobrovolně vrátit zpět do vlasti, protože Pragokoncert odmítl prodloužit umělcům dlouhodobá zahraniční angažmá. V nelehké době po návratu podal Pavlu Šmokovi pomocnou ruku šéf baletu Slovenského národního divadla v Bratislavě Boris Slovák a pozval jej, aby zde nastudoval Janáčkovy Listy důvěrné a Ptáka Ohniváka Igora Stravinského. Po premiéře Ptáka Ohniváka vypukl skandál pro údajně skrytý jinotaj namířený proti režimu. (Scéna, kdy carevič Ivan spouští zlatou klec na Ptáka Ohniváka.) Balet byl poté okamžitě stažen z repertoáru.
V roce 1975 zformoval skupinu tanečníků pod zastřešením Městských divadel pražských a pokračoval v linii nastoupené Baletem Praha v 60. letech.
(Vystupovali v divadle Rokoko.) V roce 1980 se soubor osamostatnil a vystupoval pod názvem: Pražský komorní balet. Jeho základ tvořili tanečníci z Baletu Praha a vzniklo tak těleso, které získalo brzy domácí i zahraniční renomé i přes neutěšené finanční prostředky a organizační zajištění souboru (např. V. Kloubek, K. Franková, J. Klár, P. Zuska, L. Ovsová, K. Rejmanová). Od r. 1980 součást Pragokoncertu, v r. 1983 přičleněn Pražský komorní balet k Českému hudebnímu fondu.
Po tzv. sametové revoluci (1989) byl soubor Pražský komorní balet tzv. „odstátněn˝ a potýkal se s nedostatkem finančních prostředků. V důsledku toho soubor balancoval na existenční hraně.
V roce 2002 se Pavel Šmok stal šéfem baletu Státní opery a od ledna roku 2003 k ní byl přiřazen i Pražský komorní balet. Stav souboru byl zredukován na polovinu a začleněn do tělesa Státní opery. Repertoár Pražského komorního baletu tak de facto přestal existovat.
V r. 2003 odešel P. Šmok do důchodu a žil se svou ženou na chalupě v Nekoři ve východních Čechách.
Dlouhodobě se jako choreograf věnoval spolupráci s televizí a filmem. Vedle Československé televize i např. v Německu, Rakousku, Velké Británii a Švýcarsku. Byl držitelem ocenění za televizní choreografii např. v soutěži Zlatá Praha, v Helsinkách aj.
Celkem působil na 35 domácích a 25 zahraničních scénách a v řadě filmových a televizních studií.
4. května 2020 v rámci série kulturních akcí #kulturažije v době koronaviru odvysílal Pražský komorní balet snímek „Fenomén Šmok" – dokumentární portrét v režii Ondřeje Kepky, který zachycuje poslední léta Pavla Šmoka.

## Ceny a vyznamenání
- 1992 - cena ČLF za vyzrálé umělecké výsledky.
- 1993 - hlavní cena za choreografii na celostátní baletní přehlídce
- 1996 - cena ČLF za choreografii prvé části oratoria Stabat Mater A. Dvořáka
- 1987 - titul Zasloužilý umělec
- Od r. 1990 - profesor choreografie na KT HAMU Praha
- 2002 - prezident republiky V. Havel udělil Pavlu Šmokovi Medaili za zásluhy (za vynikající umělecké výsledky)
- 2005 - Cena Thálie - zvláštní cena Kolegia[3]
- 2005 - medaile Josefa Hlávky
- 2012 - Cena ministerstva kultury za celoživotní umělecké zásluhy v rozvoji tanečního a divadelního umění v ČR a propagaci české hudby a tanečního umění ve světě.[4]

## Vybrané role

### Plzeň divadlo J. K. Tyla(choreografie Jiří Němeček)
- 1955 - Princ Zlatohlávek, balet Z pohádky do pohádky, h. Oskar Nedbal
- 1955 - Otec v Jánošíkovi, h. Václav Kašlík
- 1955 - Šašek v Labutím jezeře, h. P. I. Čajkovský
- 1956 - Václav v Bachčisarajské fontáně, h. Boris Asafjev
- 1956 - Peťka, balet Mládí, h. Michail Čulakij
- 1957 - Marek, Ochridská legenda, h. Stevan Hristič

### Plzeň divadlo J. K. Tyla(choreografie Luboš Ogoun)
- 1958 - Li-šan-fu, balet Rudý mák, h. Reingold Glier

## Vybrané choreografie

### Plzeň
- 1956 - Vinobraní, h. Oskar Nedbal
- Franz Lehár, h. Nicolo Paganini[p 1]
- Krásná Helena, h. Jacques Offenbach[p 1]
- Maškarní ples, h. Giuseppe Verdi[p 1]

### Ústí n. Labem
- 1958 - Valčíky, h. A. Dvořák,
- 1958 - Svatební košile, h. Jan Novák,
- 1958 - Karneval, h. Robert. Schumann
- 1959 - Sedm krasavic, h. K. Karajan,
- 1959 - Sluhu dvou pánů, h. J. Burghauser,
- 1959 - postava Bachrama, 7 Krasavic (taneční role), h. Kara Abulfaz
- 1960 - Louskáček, h. P. I. Čajkovskij
- 1960 - Nová odysea, h. V. Burns (nejlepší inscenace sezóny 60/61)
- 1960 - Cesta hromu, h. Kara Karajev

### Ostrava
- 1961 Viktorka, h. Zbyněk Vostřák
- 1962 Lašské tance, h. Leoš Janáček
- 1962 Američan v Paříži, h. George Gerschvin
- 1963 Čarodějná láska, h. Manuel de Falla
- 1963 Pygmalion, h. Jiří Duchoň
- 1963 Rossiniada, h. Gioacchino Rossini
- 1964 Závrať, h. Čestmír Gregor
- 1964 Milostná píseň, h. Petr Eben
- 1964 Svědomí, h. William Bukový

### Brno
- 1962 Sedm smrtelných hříchů maloměšťáků, h. B. Brecht/K. Weill
- 1962 Rhapsody in blue, h. George Gerschwin
- 1964 Capriccio, h. Jan Novák

### Praha – soubor PKB
- 1974 Pia fraus, h. K. Odstrčil
- 1977 Americký kvartet, h. Antonín Dvořák
- 1977 Záskok, h. Franz von. Suppé
- 1983 kvartet Z mého života, h. Bedřich Smetana
- 1983 Musica Slovaca, h. Ilja Zeljenka
- 1986 Zjasněná noc, h. Arnold. Schönberg
- 1991 Trio G moll, h. Bedřich Smetana
- 1992 Holoubek, h. Antonín. Dvořák
- 1995 Stabat Mater, h. Antonín. Dvořák

### Metropolitní opera v New Yorku
- 1978 Bedřich Smetana: Prodaná nevěsta (The Bartered Bride), Metropolirní opera v New Yorku. Na tomto představení se podíleli další čeští umělci: scénograf Josef Svoboda a kostýmní výtvarník Jan Skalický. Představení řídil James Levine, premiéra proběhla 25. října 1978.[5]